# Niblo's Garden

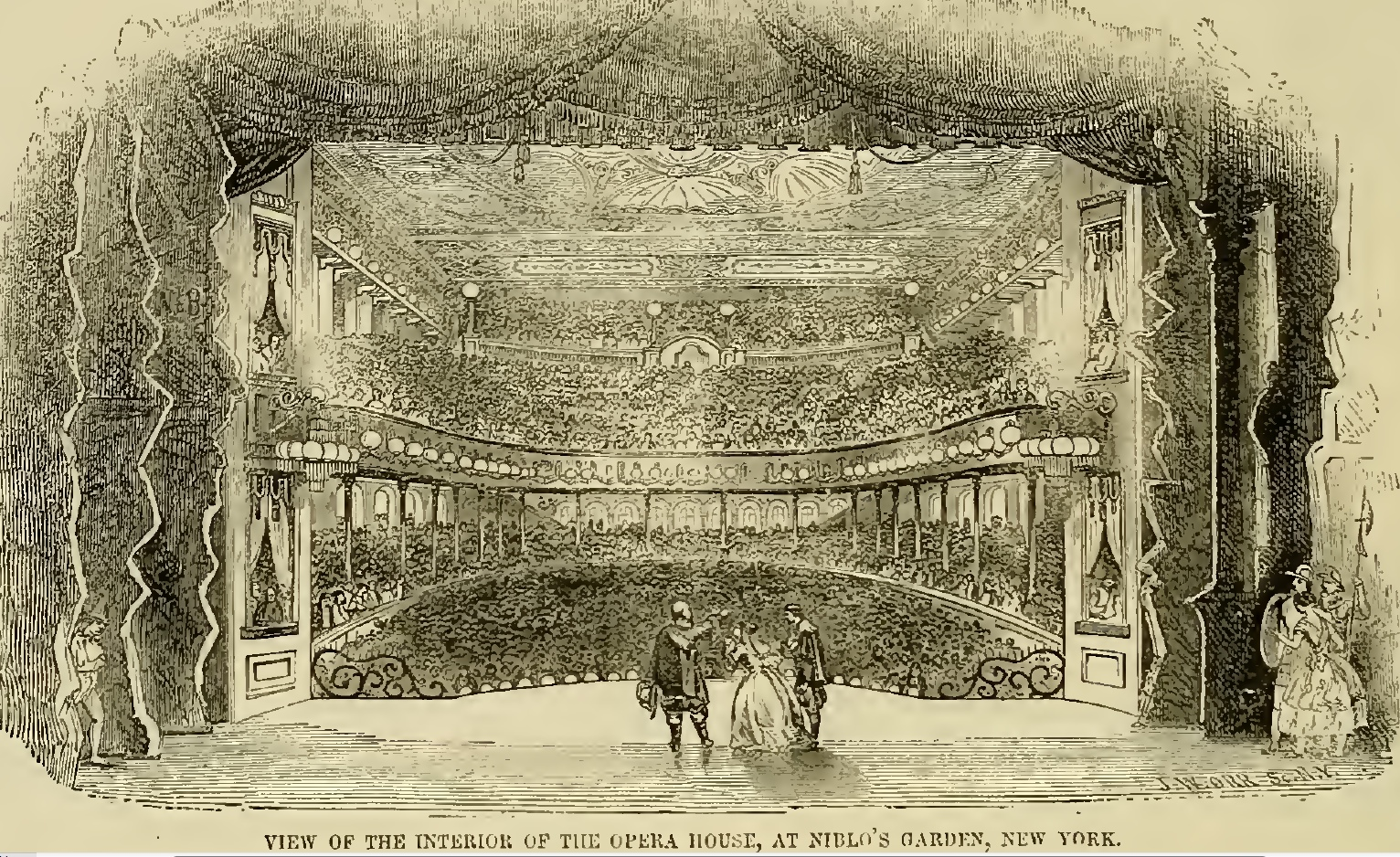
Vista desde el escenario, 1853

Niblo's Garden fue un teatro en Broadway, cerca de la calle Prince en el SoHo, Manhattan, Nueva York. Se inauguró en 1823 como "Columbia Garden" y en 1828 ganó el nombre de Sans Souci y fue propiedad del empresario del café William Niblo. El gran teatro que evolucionó en varios escenarios, ocupando más que el parque de diversiones, fue incendiado y reconstruido dos veces. El 12 de septiembre de 1866, Niblo's alojó el estreno de The Black Crook, considerado como el primer musical teatral que encaja con la noción moderna de "book musical".

## Evolución del sitio de la construcción
William Niblo construyó Niblo's Theater en 1834 luego de haber abierto un "resort" en el que sólo se servía café, helados, limonada y otros refrescos. En la Nueva York de esa época se vivía un boom de la construcción que estaba formando agrupaciones de edificios mucho más allá del Ayuntamiento. El jardín, rodeado por una verja de tablas de madera, cubría la manzana rodeada por las calles Prince, Houston, Broadway y Crosby. En su centro había un saloon al aire libre utilizado también para espectáculos musicales. En las noches, Niblo's Garden se iluminaba con cientos de linternas de colores. Una entrada separada al jardín se ubicaba en Broadway. La sala de refrescos estaba en un par de casas adosadas cerca de la esquina sureste del jardín. El sitio fue alguna vez parte de la granja de Nicholas Bayard. Fue vendido en lotes y comprado por Jeremiah Van Rensselaer. Antes de la adquisición del terreno por parte de Niblo, un circo llamado "el Estadio" ocupó el terreno. Había una verja alta a su alrededor. Los neoyorquinos lo consideraban un bonito paseo ir hasta Niblo's a través de los jardines vecinos.
Niblo decidió acompañar los refrescos con una mayor oferta de entretenimiento. Levantó el Grand Saloon, un pequeño teatro o sala de conciertos. El programa consistía sólo de selecciones musicales hasta que se introdujo el vodevil algún tiempo después. La admisión al jardín en agosto de 1829 era de cincuenta centavos, monto suficiente para evitar el ingreso de rufianes. Durante las tardes, carretas iban desde el City Hotel, luego la ubicación del  Boreel Building en el  115 Broadway.
En 1835, Niblo's Garden alojó la primera exhibición de P. T. Barnum, marcando su entrada al negocio del espectáculo. En 1845, los Hutchinson Family Singers incluyeron en su performance de lleno total su canción abolicionista "Get Off the Track".
Durante el verano de 1837, una compañía de vodevil fue formada en Niblo's por Joseph Judson y Joseph Sefton. Para mediados del siglo XIX, el teatro era considerado el mayor teatro de moda en la ciudad.

## Segundo Niblo's Garden
El primer teatro en Niblo's Garden fue destruido por un incendio el 18 de septiembre de 1846. No fue aperturado hasta el verano de 1849. El teatro tenía una capacidad de 3,200 personas y tuvo el escenario mejor equipado de la ciudad. Se empezó a producir ópera italiana alrededor de 1850. Los asientos se vendían a dos dólares cada uno. Niblo's empezó a alojar a los actores y obras más populares. Algunos de los tantos que actuaban ahí eran E. L. Davenport, William Wheatley, Bennett Barrow, y Maggie Mitchell. En 1855, Niblo convenció al funambulista Charles Blondin a ir a los Estados Unidos y actuar en el Garden.
A fines de los años 1860, a medida que los negocios tuvieron un boom luego de la guerra civil, hubo un claro incremento en el número de trabajadores en Nueva York y esta gente buscaba entretenimiento. El teatro se convirtió en una afición popular y Niblo's empezó a ofrecer comedias ligeras. Presentó The Black Crook (1866), considerado por varios entendidos como la primera comedia musical. Le siguió The White Fawn (1868), Le Barbe Blue (1868) y Evangeline (1874). En abril de 1850 el teatro presentó el estreno en Estados Unidos de la ópera de Giuseppe Verdi Macbeth con Angiolina Bosio como Lady Macbeth.[cita requerida]

## Tercer Niblo's Garden y últimos días
El teatro fue destruido nuevamente por un incendio en 1872. Se reconstruyó por el magnate de las tiendas de departamento A. T. Stewart.
La última actuación en el Niblo's Garden se dio el 23 de marzo de 1895. Unas pocas semanas después, el edificio fue demolido para la construcción de una gran estructura de oficinas levantada por el titán de la refinería de azúcar Henry O. Havemeyer. Sólo un poco antes, el había comprado el Metropolitan Hotel y el teatro.
La ubicación del Niblo's luego fue ocupada por edificios comerciales de inicios del siglo XX que ocuparon la cuadra entre Broadway y Crosby Street; uno de ellos es la que fue sede del Museum of Comic and Cartoon Art.